# 蕭瑾 (清朝)
蕭瑾（1752年—1829年），字芝三，号梧轩，浙江山陰人，清朝政治人物。供事出身。

## 生平
嘉慶十二年十一月，接替周為憲。擔任江蘇荆溪縣知縣。后由孫履元接任。